# Divizia 23 Infanterie (1916-1918)
Divizia 23 Infanterie a fost o mare unitate de nivel tactic care s-a constituit la 25 august/7 septembrie 1916, prin transformarea Grupului Olt-Lotru, constituit anterior în cadrul dispozitivului de acoperire. Constituirea diviziei s-a făcut prin resubordonarea unor unități din organica Diviziei 2 Infanterie, Diviziei 5 Infanterie, precum și prin intrarea în organica sa a Regimentului 1 Grăniceri.:Anexa 10, p. 11
Divizia  a făcut parte din organica Corpului I Armată. La intrarea în război, Divizia 23 Infanterie a fost comandată de generalul de brigadă Matei Castriș. Divizia a participat la acțiunile militare pe frontul românesc, în perioada 25 august/7 septembrie 1916 - 8/21 decembrie 1916. La 8/21 decembrie 1916, Divizia 23 Infanterie se desființează.

## Participarea la operații

### Campania anului 1916

#### Grupul de acoperireOlt-Lotru
Grupul de acoperire Olt-Lotru s-a constituit în perioada premergătoare intrării în război, cu misiunea de a asigura apărarea frontierei de stat în regiunea trecătorii Oltului, în nordul județelor Vâlcea și Argeș, pe văile Argeșului, Oltului și Lotrului. La declararea războiului, acesta era comandat de generalul (rz.) Constantin Manolescu, forțele sale intrând în subordinea Armatei 1, comandată de generalul de divizie Ioan Culcer.:p. 243
Grupul era format din Detașamentul Olt - comandat de colonelul Sava Dimitriu, compus din Regimentul 42 Infanterie și Regimentul 44 Infanterie și Detașamentul Lotru - comandat de colonelul Traian Moșoiu, compus din Regimentul 5 Vânători și Regimentul 2 Infanterie.:p. 244
Forța combativă a grupului era de tăria unei divizii de infanterie de rezervă, având 17 batalioane de infanterie, 1 escadron de cavalerie și 12 baterii de artilerie:p. 226. 
La 25 august/7 septembrie 1916 forțele Grupului Olt-Lotru au fost constituite în Divizia 23 Infanterie sub comanda generalului Matei Castriș.

## Ordinea de bătaie la mobilizare
Divizia 23 Infanterie nu era prevăzută a se înființa în planul de mobilizare. După începerea războiului, Marele Cartier General a decis, la 25 august/7 septembrie 1916, constituirea sa, în subordinea a Corpului I Armată, alături de Divizia 13 Infanterie. Corpul I Armată era comandat de generalul de divizie Ioan Popovici, eșalonul ierarhic superior fiind Armata 1, comandată de generalul de divizie Ioan Culcer 
Ordinea de bătaie a diviziei era următoarea:

- Divizia 23 Infanterie

- Regimentul 5 Vânători
- Brigada 3 Infanterie

- Regimentul 2 Infanterie (patru batalioane)
- Regimentul 42 Infanterie

- Brigada Combinată

- Regimentul 44 Infanterie
- Regimentului 1 Grăniceri (trei batalioane)
- Batalionul de miliții Radu Negru
- Batalionul de miliții Argeș

- Divizionul de artilerie de munte de 75 mm
- 4 baterii/Regimentul 1 Obuziere
- 2 baterii de 87 mm
- 1 baterie de 57 mm
- 1 baterie de 53 mm

Forța combativă a diviziei era de 17 batalioane de infanterie și 11 baterii de artilerie de diferite calibre.:Anexa 10, p. 11

## Reorganizări pe perioada războiului
La 26 septembrie/9 octombrie 1916, după Bătălia de la Sibiu (1916), marea unitate a fost reorganizată, având următoarea ordine de bătaie, până la desființare::p. 197
- Divizia 23 Infanterie

- Brigada 3 Infanterie

- Regimentul 2 Infanterie (patru batalioane)
- Regimentul 42 Infanterie
- Regimentul 72 Infanterie

- Brigada Combinată

- Regimentul 44 Infanterie
- Regimentului 1 Grăniceri
- Regimentului 1 Combinat (două batalioane)
- Batalionul de miliții Radu Negru
- Batalionul de miliții Argeș

- 1 divizion de artilerie de munte de 57 mm (3 baterii)
- 1 baterie/Regimentul 1 Obuziere
- 1 baterie/Regimentul 5 Artilerie
- 1 baterie de 87 mm
- 4 baterii de munte de 75 mm
- 1 baterie de 53 mm

Forța combativă a diviziei era de 19 batalioane de infanterie și 14 baterii de artilerie de diferite calibre.:p. 197

## Comandanți
Pe perioada desfășurării Primului Război Mondial, Divizia 23 Infanterie a avut următorii comandanți:
| Gradul             | Numele        | Perioada                             | Imagine |
| ------------------ | ------------- | ------------------------------------ | ------- |
| General de brigadă | Matei Castriș | 25 august 1916 - 9 septembrie 1916   |         |
| Colonel            | Traian Moșoiu | 9 septembrie 1916 - 8 decembrie 1916 |         |